# Coelichneumon rubroaeneus
Coelichneumon rubroaeneus là một loài tò vò trong họ Ichneumonidae.